# Zsolt Antal
Zsolt Antal (n. 21 martie 1972, Gheorgheni, Harghita, România) este un fost schior de fond român.

## Carieră
A participat de patru ori la Jocurile Olimpice, la Jocurile Olimpice din 1994, 1998, 2002 și 2006. Cel mai bun rezultat a fost locul 21 în proba de sprint pe echipe cu Mihai Galiceanu la Jocurile Olimpice din 2006 de la Torino. Acolo a fost și portdrapelul României la ceremonia de închidere.
În plus el a participat la cinci Campionate Mondiale, din 1997 până în 2007, în 2003 nu a participat. Cel mai bun rezultat a fost locul 25 la Campionatul Mondial din 1997 de la Trondheim în proba de 30 km stil liber.
După retragerea sa, Zsolt Antal a participat la Jocurile Olimpice din 2010 în funcția de serviceman.

## Realizări
| An   | Competiție          | Locație                       | Loc | Note                            |
| ---- | ------------------- | ----------------------------- | --- | ------------------------------- |
| 1994 | Jocurile Olimpice   | Lillehammer, Norvegia         | 62  | 25 km urmărire                  |
| 1994 | Jocurile Olimpice   | Lillehammer, Norvegia         | 80  | 10 km stil clasic               |
| 1994 | Jocurile Olimpice   | Lillehammer, Norvegia         | 54  | 30 km stil liber                |
| 1997 | Campionatul Mondial | Trondheim, Norvegia           | 29  | 25 km urmărire                  |
| 1997 | Campionatul Mondial | Trondheim, Norvegia           | 56  | 10 km stil clasic               |
| 1997 | Campionatul Mondial | Trondheim, Norvegia           | 25  | 30 km stil liber                |
| 1998 | Jocurile Olimpice   | Nagano, Japonia               | 45  | 25 km urmărire                  |
| 1998 | Jocurile Olimpice   | Nagano, Japonia               | 69  | 10 km stil clasic               |
| 1998 | Jocurile Olimpice   | Nagano, Japonia               | 45  | 30 km stil clasic               |
| 1999 | Campionatul Mondial | Ramsau, Austria               | 34  | 25 km urmărire                  |
| 1999 | Campionatul Mondial | Ramsau, Austria               | 61  | 10 km stil clasic               |
| 1999 | Campionatul Mondial | Ramsau, Austria               | 44  | 30 km stil liber                |
| 2001 | Campionatul Mondial | Lahti, Finlanda               | 36  | sprint stil liber               |
| 2001 | Campionatul Mondial | Lahti, Finlanda               | 39  | 20 km urmărire                  |
| 2001 | Campionatul Mondial | Lahti, Finlanda               | 53  | 15 km stil clasic               |
| 2002 | Jocurile Olimpice   | Salt Lake City, Statele Unite | 45  | sprint stil liber               |
| 2002 | Jocurile Olimpice   | Salt Lake City, Statele Unite | 26  | 30 km start în masă stil liber  |
| 2005 | Campionatul Mondial | Oberstdorf, Germania          | 58  | 15 km stil liber                |
| 2006 | Jocurile Olimpice   | Torino, Italia                | 46  | 50 km start în masă stil liber  |
| 2006 | Jocurile Olimpice   | Torino, Italia                | 65  | sprint stil liber               |
| 2006 | Jocurile Olimpice   | Torino, Italia                | 61  | 15 km stil clasic               |
| 2006 | Jocurile Olimpice   | Torino, Italia                | 21  | sprint pe echipe stil clasic    |
| 2006 | Jocurile Olimpice   | Torino, Italia                | 47  | 30 km urmărire                  |
| 2007 | Campionatul Mondial | Sapporo, Japonia              | NAS | 50 km start în masă stil clasic |
| 2007 | Campionatul Mondial | Sapporo, Japonia              | 35  | 15 km stil liber                |
| 2007 | Campionatul Mondial | Sapporo, Japonia              | 52  | 30 km urmărire                  |
| 2007 | Campionatul Mondial | Sapporo, Japonia              | 54  | sprint stil clasic              |